# Lenhardt János
Lenhardt János (Mollyfalva, 1880. december 23. – Pécs, 1931. szeptember 24.) hegedű- és hárfakészítő hangszerész mester, az első és máig egyetlen magyar pedálhárfa-gyártó.

## Élete
Torontál vármegyében, Nagykikinda közelében született. Nyolcéves korától egy gyermekzenekarban játszott több hangszeren is. 1893-ban Braun János szegedi hangszerkészítő műhelyébe került, aki közel ötven segédet foglalkoztatott, s akinek leszármazottjai napjainkban a világhírű Braun-féle fuvolát és pikolót gyártják. Mesterénél a vonós hangszerek készítését és javítását tanulta ki.
Önálló üzletét 1903-ban nyitotta meg Pécsett a Király utcában. Mestere példája nyomán arra törekedett, hogy műhelye minél sokoldalúbb legyen. A hangszerkészítés mellett húrkészítéssel, hangszerjavítással, bérbeadással és árusítással is foglalkozott, a mesterhangszerek mellett olcsó, tucat eszközöket is gyártott. Mesterhegedűi 1907-ben a pécsi országos kiállításon ezüstérmet kaptak. 1909-től a bécsi Stingl Testvérek zongoráinak Pécs környéki képviselője lett. 1910-től gramofonokat és patefonokat is árult hanglemezekkel együtt. Az 1920-as években kiterjedt nemzetközi kapcsolatokkal rendelkezett, az Anton Hamm, a Matthias Hohner, az A. Gläsel & Co. és a Lippold Hammig cégek voltak a fontosabb partnerei.
Hárfákkal 1923-ban kezdett foglalkozni. Elkülönített és felszerelt hárfaműhelye 1924-ben kezdte a működését, és 1926-ban a mohácsi kiállításon már aranyérmet nyert velük. Hangszerválasztásához az is hozzájárulhatott, hogy dél-magyarországi szülőföldjén a német nemzetiség és a szintó cigányok körében a hárfázásnak és hárfakészítésnek jelentős hagyományai voltak. Többféle hárfamodellt dolgozott ki, egyúttal hazai és nemzetközi kapcsolatokat épített ki művészekkel, valamint az üzleti és politikai élet szereplőivel. Mosshammer Ottó, a Zeneakadémia hárfatanára két ízben is meglátogatta műhelyét, három hangszert rendelt tőle, és nála javíttatta az Operaház hangszereit. 1926-ban Robert Payr hárfás, a bécsi opera és filharmonikusok szólistája kereste fel. 1929-ben meglátogatta és játszott a hangszerén a Bécsben élő amerikai Alfred Holy, aki korábban a bostoni zeneakadémián tanított. Támogatói között volt Perlaky György és Oberhammer Antal országgyűlési képviselők, Nendtvich Antal polgármester, gróf Benyovszky Móric, valamint a helyi zenei és közélet számos tagja.
Műhelyében 1924 és 1929 között több tucat hárfa, köztük évente 3-4 mesterhangszer készült, így exportra is tudott gyártani. Németországban a lipcsei Julius Heinrich Zimmermann cég képviselte. Hangszerei iránt Olaszországból, Svájcból, Ausztriából, Jugoszláviából és Romániából is érdeklődtek. 1927-ben meghívást kapott a genfi hangszerkiállításra, aminek azonban nem tudott eleget tenni.
A hárfa népszerűsítése érdekében hárfaiskolát alapított, ahol 1927-ben negyven tanítványt fogadott. Bár nem volt képzett hárfatanár, zeneakadémiai tanároktól tanácsokat kért, és azt tervezte, hogy hárfatanárokat hív Pécsre.
A hárfagyártás elindítása után egyre inkább elhanyagolta a precíz üzletvitelt, tőkehiánnyal küzdött és pénzügyi zavarba került. Ennek egyik oka lehetett, hogy a hárfakészítés túlságosan is lekötötte. Nemcsak a hangszer mechanikáját és egész konstrukcióját igyekezett tökéletesíteni, de olyan gépek kifejlesztésén is dolgozott, amelyekkel hatékonyabban tudta a hárfagyártást végezni. 1927-ben 100 000 pengős kölcsönért folyamodott a kereskedelemügyi miniszterhez, melyet elutasítottak. Újabb kérvényére 1928-ban 5%-os kamattal 5 évre 10 000 pengős állami kölcsönt kapott. A pénzt a hárfakészítésbe forgatta, ám hamarosan nyilvánvalóvá vált számára is, hogy csőd közeli helyzetbe került. Helyi befektetők és üzletemberek segítségét is kérte, akik tőkével és az üzletmenet felülvizsgálatával segíteni próbáltak a helyzetén, de eredménytelenül.
Egy régi betegség következményeként 1930-ban lebénult, s alig egy év múlva tüdőgümőkórban elhunyt.

## Emlékezete
1913-ban az „Uristen antropomorfisztikus képét” ábrázoló féldomborművet állíttatott a Magyarürögi út mellett található Istenkúti forrás fölé. Ennek felirata („Isten dicsőségére emeltette Lenhardt János és neje”) betontakarás miatt ma már nem látható. Síremléke sem található már meg. Mint elnök 1926-ban megalakította a „Hárfa” daloskört, ami 1948-ig, feloszlatásáig működött.
Bár négyszer is nősült, saját gyereke nem volt. Egy fogadott fiút nevelt, aki később visszavette eredeti nevét. Üzletét 24 éves özvegye és egyik segédje vitte rövid ideig tovább, a hárfaépítést azonban nem folytatták.
A második világháború után személye és munkássága feledésbe merült. Emléke 2008 óta kezd visszatérni a köztudatba Pásztor Andrea kutatásainak köszönhetően. A kutatóval együttműködve a HarpPost blog cikksorozatban foglalkozott Lenhardt életével és hárfáival.
2013-ban Devescovi Erzsébet hárfaművész felajánlásaként a pécsi Kodály Központba került egy koncerthárfája.

## Hárfái
Hangszereiről keveset tudni, mivel kevés Lenhardt-hárfa maradt fenn. Gyártott egyszeres és duplamechanikás pedálhárfákat, valamint feltételezhetően kampós (népi) hárfákat is.

## Külső hivatkozások
- Pásztor Andrea: Az első magyarországi „Hangversenyhárfa gyár” HarpPost blog